# Domitien Ndayizeye
Domitien Ndayizeye (Kayanza, 2 de maio de 1951) é um político burundiano, foi o presidente do Burundi. Foi sucedido por Pierre Nkurunziza.

## Carreira
Ele sucedeu Pierre Buyoya, como presidente em 30 de abril de 2003, após servir como vice-presidente de Buyoya por 18 meses. Ndayizeye permaneceu no cargo até ser sucedido por Pierre Nkurunziza em 26 de agosto de 2005.
Em 1994, foi nomeado diretor do Serviço Nacional de Inteligência pelo presidente Cyprien Ntaryamira.
Em 2004, Ndayizeye propôs um projeto de constituição ao parlamento antes de ser submetido ao eleitorado em referendo no final do ano. As relações com o grupo tutsi foram tensas, refletidas no boicote à sessão legislativa devido à consideração da proposta. Devido à falta de preparação, a votação foi adiada para o final de novembro de 2004.
O Burundi ainda está tentando emergir de uma guerra civil que começou em 1993, quando vários grupos da grande maioria hutu pegaram em armas contra um governo e um exército então dominados pela elite tutsi.
O governo interino prometeu compartilhar o poder de forma mais equitativa entre os dois principais grupos étnicos.
Em 21 de agosto de 2006, Ndayizeye foi preso em Bujumbura em relação ao seu suposto papel em uma conspiração de golpe no início do ano. O Senado suspendeu sua imunidade como senador antes de sua prisão. Ele negou as acusações contra ele no tribunal em 19 de dezembro e disse que "nunca sonhou em organizar um golpe, na verdade eu havia desistido da política para fazer negócios e estar com minha família". Em 15 de janeiro de 2007, ele foi absolvido junto com o ex-vice-presidente Alphonse-Marie Kadege e três outros réus; dois outros foram condenados a longas penas de prisão.
Nas eleições gerais de 2010, como representante de seu partido, concorreu à presidência, mas decidiu desistir da disputa junto com todos os partidos da oposição, depois que eles acusaram o partido no poder de fraudar as eleições anteriores para vereador.

Depois que o político da oposição Zedi Feruzi foi morto durante a agitação no Burundi em 2015, Ndayizeye e outros partidos da oposição interromperam as negociações com o governo do presidente Pierre Nkurunziza.